# توماس رافيلي
توماس رافيلي (بالسويدية: Thomas Ravelli)‏ (مواليد 13 أغسطس 1959) هو لاعب كرة قدم. يلعب مع منتخب السويد لكرة القدم. سبق له أن لعب في كأس العالم لكرة القدم مع منتخب بلاده.

## مسيرته الكروية
لعب توماس رافيلي خلال مسيرته الاحترافية مع 3 أندية في اثنين وعشرين موسمًا ولم يسجل خلالها أي هدف ضمن 461 مباراة. حيث فاز في موسم واحد بالكأس وفي تسعة مواسم بالدوري.
خاض توماس رافيلي مسيرته مع نادي أوسترس في موسم 1978 في المرة الأولى ليلعب معه أحد عشر موسمًا ثم ما بين عامي 1999 و2000 لمدة موسم واحد، مشاركًا طوالها في 227 مباراة ولم يسجل أي هدف. ثم انتقل إلى نادي غوتبورغ في موسم 1989 ليلعب معه تسعة مواسم، حيث شارك في 211 مباراة ولم يسجل أي هدف أيضًا. لينتقل بعدها إلى نادي تامبا باي موتيني ما بين عامي 1998 و1999 لمدة موسم واحد، مشاركًا في 23 مباراة ولم يسجل أي هدف أيضًا.

## روابط خارجية
- توماس رافيلي على موقع IMDb (الإنجليزية)
- توماس رافيلي على موقع ديسكوغز (الإنجليزية)

- توماس رافيلي على موقع الاتحاد الدولي (مؤرشف)  (الإنجليزية)
- توماس رافيلي على موقع الدوري الأمريكي (الإنجليزية)
- توماس رافيلي على موقع قاعدة بيانات كرة القدم.إي يو (الإنجليزية)
- توماس رافيلي على موقع ناشيونال فوتبول تيمز (الإنجليزية)